# Nissan Stadion
 Der er for få eller ingen kildehenvisninger i denne artikel, hvilket er et problem. Du kan hjælpe ved at angive troværdige kilder til de påstande, som fremføres i artiklen.

Nissan Stadion er et stadion i Yokohama, Japan. Stadionet blev bl.a. anvendt under VM i fodbold 2002.